# Посольство Сирии в Лондоне

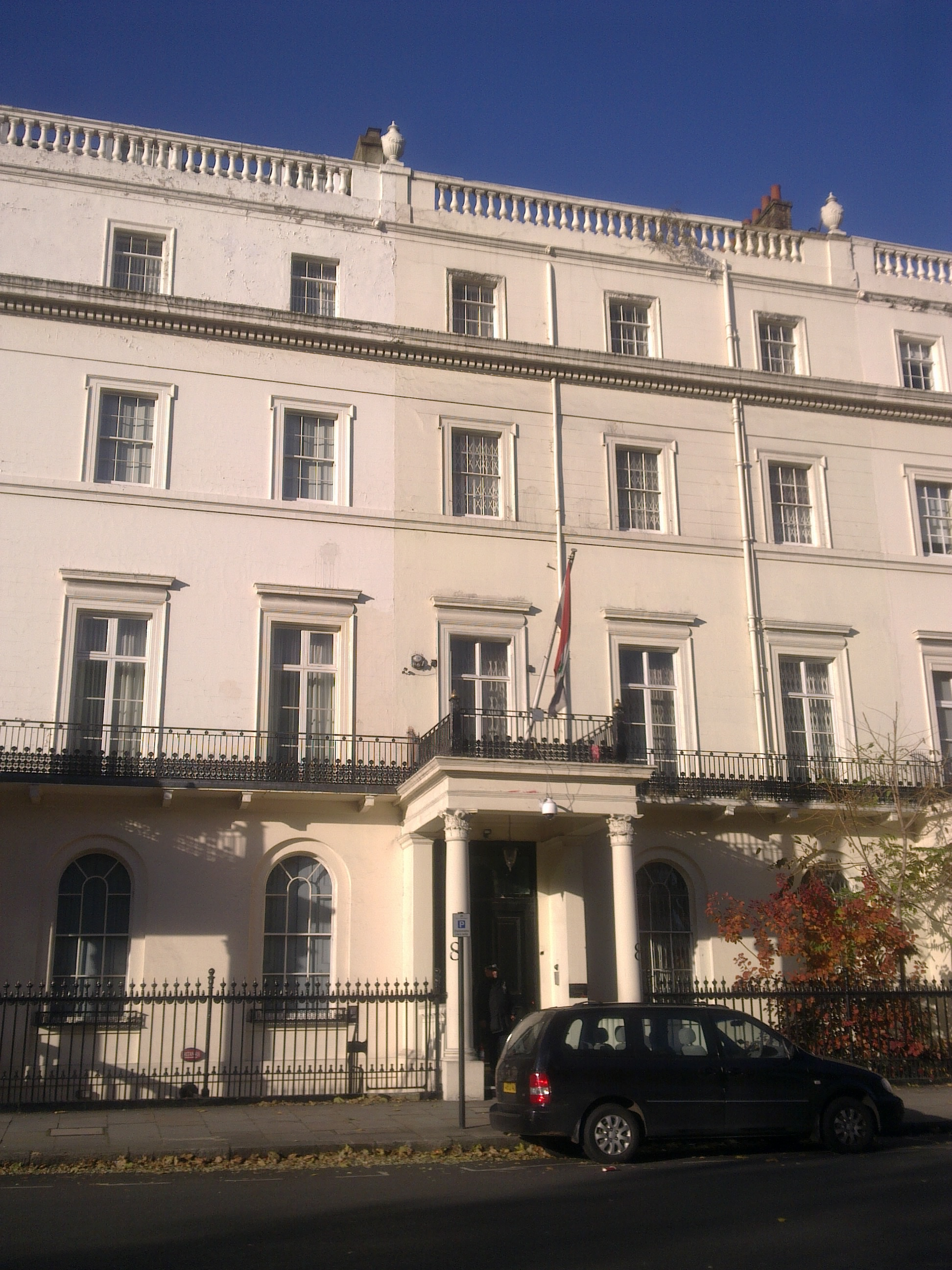
Посольство Сирии в Лондоне

Посольство Сирийской Арабской Республики в Лондоне (араб. سفارة الجمهورية العربية السورية في لندن‎) — это дипломатическое представительство Сирийской Арабской Республики в Соединённом Королевстве. Канцелярия находится на площади Белгравия, 8. C 2000 года послом является Сами Хиями. Само посольство Сирийской-Арабской Республики находится чуть ли не в центре Лондона, а именно на улице B310. Имеющие здание в четыре этажа и несколько балконов, сама территория обнесена легким забором. Есть пятый этаж, который вдоль улицы уходит вниз.